# افقنطه
افقنطه (به عربی: أقفنطة) یک منطقهٔ مسکونی در لیبی است که در استان جبل‌الاخضر واقع شده‌است.